# Stellar
Stellar (Hangul: 스텔라) là nhóm nhạc nữ Hàn Quốc 4 thành viên ban đầu là GaYoung, Lee Seul, JoA và JeonYul. Nhưng vì một số lý do nên Lee Seul và JoA rời nhóm, sau đó công ty quản lý đã thế chỗ trống của họ bởi 2 thành thành viên mới là MinHee và HyoEun. Stellar do công ty The Entertainment Pascal thành lập vào năm 2011.
Stellar chính thức ra mắt vào ngày 31 tháng 08 năm 2011 với 1st Digital Single Rocket Girls với bài hát chủ đề "Rocket Girl". Trước khi ra mắt nhóm đã gây được sự chú ý của công chúng vì họ là nhóm nhạc do Eric Mun thành viên của nhóm nhạc gạo cội Shinhwa đào tạo. Sau một thời gian hoạt động không mấy hiệu quả nhóm đã thay đổi đội hình và nhanh chóng trở lại với một diện mạo mới vào tháng 2 nắm 2012 với 2nd Digital Single "UFO".
Vào tháng 7, 2013 nhóm hợp tác với Hit Maker "Mono Tree" và cho ra mắt 3rd Digital Singles "Study". Do tên tuổi của nhóm vẫn chưa được phổ biến nên "Study" chưa được thành công như mong đợi nhưng vẫn giúp nhóm lần đầu tiên lot vào top 100 của BXH Digital Online. Năm 2014, nhóm comeback với 1st Mini Album "Marionette" vì hình ảnh và MV gắn mác 19+, nhóm đã nhận về vô số chỉ trích của cư dân mạng, mặc cho những gạch đá mà nhóm nhận được cả bài hát lẫn Album đều đạt thứ hạng cao trên các BXH Digital Singles và Hanteo, đây được coi là bài hát thành công nhất của Stellar từ lúc debut đến giờ. Đến tháng 7 năm 2015 nhóm tiếp tục cho ra mắt MV có concept tương đồng là "Vibrato". Năm 2016, nhóm comeback với 2nd Mini Album có tựa đề là "Sting".

## Lịch sử của nhóm

### Trước khi ra mắt
Năm 2010, Top Class Entertainment thông báo rằng GaYoung đã ký hợp đồng quản lý với công ty và cũng là thành viên đầu tiên của nhóm nhạc nữ 5 người (ban đầu công ty định cho Stella debut với 5 thành viên). GaYoung gây được sự chú ý của khán giả khi xuất hiện trong chương trình "2 ngày 1 đêm" và than gia diễn xuất trong series phim "Poseidon". Phim chiếu trên đài và tạo được sức hút, nhưng phải ngừng sản xuất vì một số lý do. GaYoung sau đó tiếp tục xuất hiện trong bộ phim "Spy Myung Wol" của đài truyền hình cáp OCN cùng Eric Mun. Đến 2011 chính thức debut với tư cách là thành viên của nhóm nhạc Stellar, cùng JunYool và 2 thành viên cũ của nhóm nhạc Honeydew là Lee Seul và JoA, chọn ngày 28/08/2011 là ngày debut.

### 2011, 2012 và 2013: Debut với "Rocket Girl". Thay đôi đội hình, "U.F.O" và "Study"
Nhóm debut với 1st Digital Singles đầu tay là "Rocket Girls" với ca khúc chủ đề cùng tên. Phát hành vào ngày 31/08/2011, MV có sự xuất hiện của Eric Mun (Shinhwa).
Hoạt động động được một thời gian thì Lee Seul và JoA rời nhóm với một số lý do, sau đó công ty bổ sung 2 thành viên mới là MinHee và HyoEun để lấp chỗ trống của 2 thành viên cũ và nhanh chóng comeback với 2nd Digital Single "U.F.O" với ca khúc chủ đề cùng tên.
Đến ngày 11 tháng 7 năm 2013 nhóm trở lại với cá khúc mới là "Study", nhóm khá tự tin với lần trở lại này vì đây là sáng tác mới của Hit Maker "Mono Tree". Tuy không thành công như mong đợi nhưng nó đã giúp nhóm lọt vào top 100 của BXH Billboard K-pop hot 100 và có khá nhiều phản hồi tích cực từ cư dân mạng.

### 2014: "Marionette" và "Mask"
Ngày 12/2/2014, Stellar chính thức đăng tải MV "Marionette" cùng với Mini Album đầu tay. MV nhanh chóng gây bão MXH vì hình trong MV, Vũ Đạo và Trang phục không giống như phong cách của các nhóm nhạc Sexy comeback cùng thời điểm. Chỉ sau 1 tuần, "Marionette" đã có 2,1 triệu lượt xem trên YouTube. Đây là một thành tích khủng nhất của Stellar so với các MV trước cũng như hiện tại. Mặc dù gây tranh cãi, đĩa đơn vẫn bán chạy, đứng thứ 35 trên bảng xếp hạng Gaon, thứ 34 trên Billboard Kpop Hot 100. 
Ngày 21/8/2014, Stellar phát hành MV "Mask", nhóm chọn hình tượng "thục nữ" so với "Marionette". Ca khúc do G-High của Sweetune và Lee Joo Hyung chắp bút, có giai điệu bắt tai, dễ nghe, dễ gây nghiện giống "Marionette".

### 2015: "Fool" và "Vibrato"
Ngày 10/03/2015, Stellar phát hành MV "Fool" cùng 5th Digital Single cùng tên. Ca khúc là sự kết hợp hoàn hảo giữa Jazz, Hip-Hop và Soul. Nên giai điệu vừa nhẹ nhàng vừa da diết, nhưng hơi khó ngấm so với "Marionette" hoặc "Mask".

### 2016: "Sting", Concert đầu tiên, Cry
Vào ngày 08 tháng 1 năm 2016, fan được thông báo rằng nhóm sẽ trở lại vào ngày 18 với mini-album thứ 2 mang tên Sting. Để tạo ra của album đã được hỗ trợ một phần thông qua một chiến dịch đám đông tài trợ Makestar tổ chức. Mục tiêu ban đầu của chiến dịch là $ 8418 nhưng đã đạt được chỉ trong vòng ba ngày, cuối cùng đạt 422% so mục tiêu với 35.510 $. Ngày 18 Tháng 1 2016, album và MV cho ca khúc chủ đề "Sting" đã được phát hành. Ban nhạc đã giải thích rằng ý tưởng của họ cho "Sting" là khác với "Marionette" và "Vibrato", trong đó nêu: "Lần này, chúng tôi muốn để trông giống như một người bạn gái hơn là để nhìn khiêu khích. Chúng tôi trang điểm nhẹ, vì vậy mà nhiều người hâm mộ sẽ cảm thấy gần gũi hơn với chúng tôi ". Các bài hát phát hành trước đó đĩa đơn" Vibrato "được bao gồm như là ca khúc cuối của album.
Stellar công bố vào ngày 01 tháng tư rằng họ sẽ tổ chức solo concert đầu tiên của họ, kể từ khi ra mắt, vào ngày 22 tháng 4 năm 2016 tại Yes24 MUVHALL ở Seoul. Vào buổi hòa nhạc sắp tới, tiếp sóng Stellar, "solo concert của chúng tôi là một cái gì đó chúng tôi đã luôn luôn mơ ước của tổ chức kể từ khi chúng tôi bắt đầu những giấc mơ của chúng tôi để trở thành ca sĩ. chúng tôi rất vui mừng rằng giấc mơ cuối cùng đã xảy ra. chúng tôi đang làm hết sức để chuẩn bị cho một giai đoạn đầy đủ các buổi biểu diễn. Hãy mong đợi không thể tưởng tượng! " Mặc dù tổ chức tại một địa điểm nhỏ nhưng vé cho concert đã được bán ra và tham dự của fandom chuyên dụng của họ tại Hàn Quốc. Họ đã mang đến các fan một loạt các buổi biểu diễn độc đáo, trong đó có những ca khúc hit như "Marionette" và "Sting". Buổi hòa nhạc đã được phát trực tuyến trên các trang web khác nhau như Allreh TV, 'Allreh TV mobile và Goliveconcert.com. Phát sóng tại Nhật Bản, Malaysia, Philippines, Singapore, Đài Loan, Indonesia, Thái Lan, Việt Nam và UAE.
Ngày 10 tháng 7 năm 2016, nó đã được chính thức công bố rằng nhóm sẽ phát hành single album thứ bảy của họ được gọi là "Cry" vào ngày 18, đăng ngày phát hành và những hình ảnh teaser đầu tiên cho sự duy nhất thông qua tài khoản twitter chính thức của họ. Một thông tin quan trọng hơn cả, phía công ty cũng cho biết, nếu như lần comeback này không thành công, rất có thể Stellar sẽ phải tan rã sau 5 năm hoạt động. Chính vì thế, lần trở lại này mang ý nghĩa rất lớn đối với bốn cô gái.

### 2017: Bổ sung thành viên vàStellar Into The World
Stellar ended 2016 by launching a third Makestar fundraising event in support of their third mini-album on December 26. By the time the project finished they had reached 1,132% of their original goal, making them the first group on Makestar to achieve over 1,000%. On March 25, 2017, Stellar held a special fansign in the city of Fortaleza, Brazil. On March 26, 2017, Stellar was the first Korean girl group to hold a solo concert in Brazil, playing for a sold-out crowd of almost 1,000 people.
On May 17, it was reported that their new material was to be released in late June. It was also revealed that a new member could possibly join the line-up with their new release. On May 18, The Entertainment Pascal confirmed the addition of a new member, So-young, via Stellar's Makestar Project. On June 20, The Entertainment Pascal announced that the group's new EP was set to be released on June 27 and was titled Stellar Into the World, with the title track "Archangels of the Sephiroth". The teasers for the release showed an Angel vs. Witch theme, represented by mirroring photos where one had a light theme and the other had a dark theme. This theme was confirmed by both the tags used for the teaser images on social media and in a radio interview starring Stellar.
On August 22, it was announced that the group would be holding a special anniversary concert titled "Interstellar: Time Travel Through 6 Years" on August 28. On August 23, The Entertainment Pascal announced of the graduations of Gayoung and Jeonyul.
On August 25, Stellar announced the addition of a new member, Youngheun.
On September 30, members Youngheun and Soyoung were seen in YG Entertainment's teaser for Mix Nine, a show that would create a temporary boy or girl group, but neither member made it past the auditions.
On February 22, 2018, the members posted to social media about how they had arranged their final fan meeting for the group, to be held on February 25, 2018. Also on February 22, Gayoung tweeted "People who play with other people's emotions are the worst!", to which Hyoeun replied "True". Many fans took this to mean that the members were expressing their mistreation of their company.
On February 26, it was announced that the group had disbanded due to graduation of Minhee and Hyoyeon, Shortly after the disbandment, Minhee revealed that she shortly addressed and apologized to the fans as well Minhee and Hyoeun gave an interview where she apologized to the group's fans and assured them there was no discord among the members. She stated that Jeonyul and Gayoung were looking to move into acting, but she and Hyoeun had not decided what they were going to do yet.

### 2018: Post-disbandment, reunion, and revealing the difficulties as idols
On October 30, 2018, Minhee released a video of Stellar's first reunion party after disbandment through her YouTube channel "About Mini". Gayoung, Minhee, Hyoeun and Jeonyul attended the event. Minhee explained that the reunion party was created thanks to fans.
On October 29, 2018, An SBS Special Documentary was released about the life of idols. A segment on Gayoung and Stellar revealed the difficulties members faced while being a part of Stellar, as well as showing some of the story after the disbandment of the group. The segment focused on Gayoung and her pursuit of being an actress, while running a cafe.
In an interview with Insight on December 17, 2018, Gayoung revealed the difficulties that she and her members faced from performing the sexy concept, from both the perception of the public, as well as the pressure that their company placed on members to do what the company wanted, whenever the members said that they didn't want to do a particular thing (such as a particular concept). When asked if she would be an idol again, Gayoung responded that "I don't think I would do it again". She concluded the interview with advice to new aspiring idols, that while it is important to work hard, the direction in which you are pursuing is important too.
After the Insight interview there was an immense response in the comments left for members both on the Insight interview video, as well as the Stellar reunion party video. In a response to the comments left on Stellar's first reunion party video, Minhee released a Q&A video on January 13, 2019. In response to a question about how much members earned from their work during Stellar, it was revealed that each member earned less than 10,000,000 Won (~US$9,000) over the 7 years they worked under their company.
On August 28, 2019, it was revealed that Youngheun has become a member of Rania.
In October 2020, Gayoung participated in MBN's Miss Back.

## Thành viên

### Thành viên hiện tại
| Nghệ danh           | Nghệ danh           | Tên thật            | Tên thật            | Ngày sinh           |
| Latinh              | Hangul              | Latinh              | Hangul              | Ngày sinh           |
| Thành viên hiện tại | Thành viên hiện tại | Thành viên hiện tại | Thành viên hiện tại | Thành viên hiện tại |
| ------------------- | ------------------- | ------------------- | ------------------- | ------------------- |
| MinHee              | 민희                | Joo Min-hee         | 주민희              | 3 tháng 1, 1993     |
| Hyoeun              | 효은                | Lee Hyo-eun         | 이효은              | 16 tháng 3, 1993    |
| Soyoung             | 소영                | Im So-young         | 임소영              | 9 tháng 12, 1993    |
| Youngheun           | 영흔                | Kim Young-heun      | 김영흔              | 9 tháng 2, 1994     |
| Thành viên cũ       |                     |                     |                     |                     |
| Leeseul             | 이슬                | Kim Yi-seul         | 김이슬              | 14 tháng 4, 1990    |
| JoA                 | 조아                | Jo Young-jin        | 조영진              | 15 tháng 8, 1991    |
| Gayoung             | 가영                | Kim Ga-young        | 김가영              | 2 tháng 12, 1991    |
| Jeonyul             | 전율                | Jeon Yoo-ri         | 전유리              | 20 tháng 3, 1994    |

## Danh sách đĩa nhạc

### EP
| Tên                    | Chi tiết | Danh sách bài hát | Thứ hạng cao nhất | Doanh số           |
| Tên                    | Chi tiết | Danh sách bài hát | Hàn               | Doanh số           |
| ---------------------- | --- | --- | ----------------- | ------------------ |
| Marionette             | - Ngày phát hành: 12 tháng 2 năm 2014 - Định dạng: CD, tải nhạc kĩ thuật số - Hãng đĩa: Top Class Entertainment, CJ E&M           | 1. T.I.E (Intro) 2. 마리오네트 (Marionette) 3. Guilty 4. 가져 너 다 (Take It All) 5. Study 6. Marionette (Inst.) 7. Study (Remix ver.) | 19                | - Hàn Quốc: 2,433+ |
| Sting                  | - Ngày phát hàng: 18 tháng 1 năm 2016 - Định dạng: CD, tải nhạc kĩ thuật số - Hãng đĩa: The Entertainment Pascal, Universal Music | 1. Do you hear me? 2. 찔려 (Sting) 3. Insomnia 4. Love Spell 5. 신데렐라 (Cinderella) 6. 떨려요 (Vibrato)                              | 13                | - Hàn Quốc: 3,740+ |
| Stellar Into The World | - Ngày phát hành: 27 tháng 6 năm 2017 - Định dạng: CD, tải kĩ thuật số - Hãng đĩa: The Entertainment Pascal, Genie Music          | 1. 세피로트의 나무 (Archangels Of The Sephiroth) 2. 왜 때문에 3. The Wave 4. Twinkle 5. 세피루트의 나무 (Inst.)                        | 17                | - Hàn Quốc: 1,794+ |

### Single Album
| Tên | Chi tiết | Danh sách bài hát                                 | Thứ hạng cao nhất | Doanh số  |
| Tên | Chi tiết | Danh sách bài hát                                 | Hàn               | Doanh số  |
| --- | --- | ------------------------------------------------- | ----------------- | --------- |
| Cry | - Ngày phát hành: 18 tháng 7 năm 2016 - Định dạng: CD, tải nhạc kĩ thuật số - Hãng đĩa: The Entertainment Pascal, Universal Music | 1. Intro 2. 펑펑울었어 (Cry) 3. 벨소리 (Ringtone) | 16                | - 2,225+. |

### Đĩa đơn
| Tiêu đề       | Năm  | Thứ hạng cao nhất | Doanh số (Lượt Download) | Album             |
| Tiêu đề       | Năm  | KOR               | Doanh số (Lượt Download) | Album             |
| ------------- | ---- | ----------------- | ------------------------ | ----------------- |
| "Rocket Girl" | 2011 | 143               | - Hàn Quốc: 42.468+      | Non-album singles |
| "UFO"         | 2012 | 188               | - Hàn Quốc: 24.145+      | Non-album singles |
| "Study"       | 2013 | 90                | - Hàn Quốc: 38,606+      | Marionette        |
| "Marionette"  | 2014 | 35                | - Hàn Quốc: 153,557+     | Marionette        |
| "Mask"        | 2014 | 147               | - Hàn Quốc: 20.862+      | Non-album singles |
| "Fool"        | 2015 | 132               | - Hàn Quốc: 17,875+      | Non-album singles |
| "Vibrato"     | 2015 | 97                | - Hàn Quốc: 28.223+      | Sting             |
| "Sting"       | 2016 | 90                | - Hàn Quốc: 37.271+      | Sting             |
| "Cry"         | 2016 | 116               | - Hàn Quốc: 17,200+      | Cry               |

### Nhạc phim (Soundtracks)
| Năm  | Tiêu đề        | Thứ hạng cao nhất | Album                    |
| Năm  | Tiêu đề        | KOR               | Album                    |
| ---- | -------------- | ----------------- | ------------------------ |
| 2011 | "Loving U"     | 194               | Spy Myung-wol OST Part.5 |
| 2015 | "My, Love You" | —                 | All is Well OST Part.1"  |

### Video âm nhạc
| Năm  | Tiêu đề                       | Phiên khác Khác(s) |
| ---- | ----------------------------- | ------------------ |
| 2011 | "Rocket Girl"                 |                    |
| 2012 | "UFO"                         |                    |
| 2013 | "Study"                       |                    |
| 2014 | "Marionette"                  | - "No Cut" Version |
| 2014 | "Mask"                        |                    |
| 2015 | "Fool"                        |                    |
| 2015 | "Vibrato"                     | - Dance Version    |
| 2016 | "Sting"                       | - Dance Version    |
| 2016 | "Crying"                      |                    |
| 2016 | "Love Spell"                  |                    |
| 2017 | "Archangels of the Sephiroth" | - Dance Version    |

## Concerts
- Stellar 1st Concert (April 22nd 2016)
- Stellar 2nd Concert: After Story (December 3rd 2016)
- Stellar Japan Concert (December 24th 2016)
- FEELZ - Special Stellar in Brazil (March 26th, 2017)